# Carlos Gómez (Schauspieler)

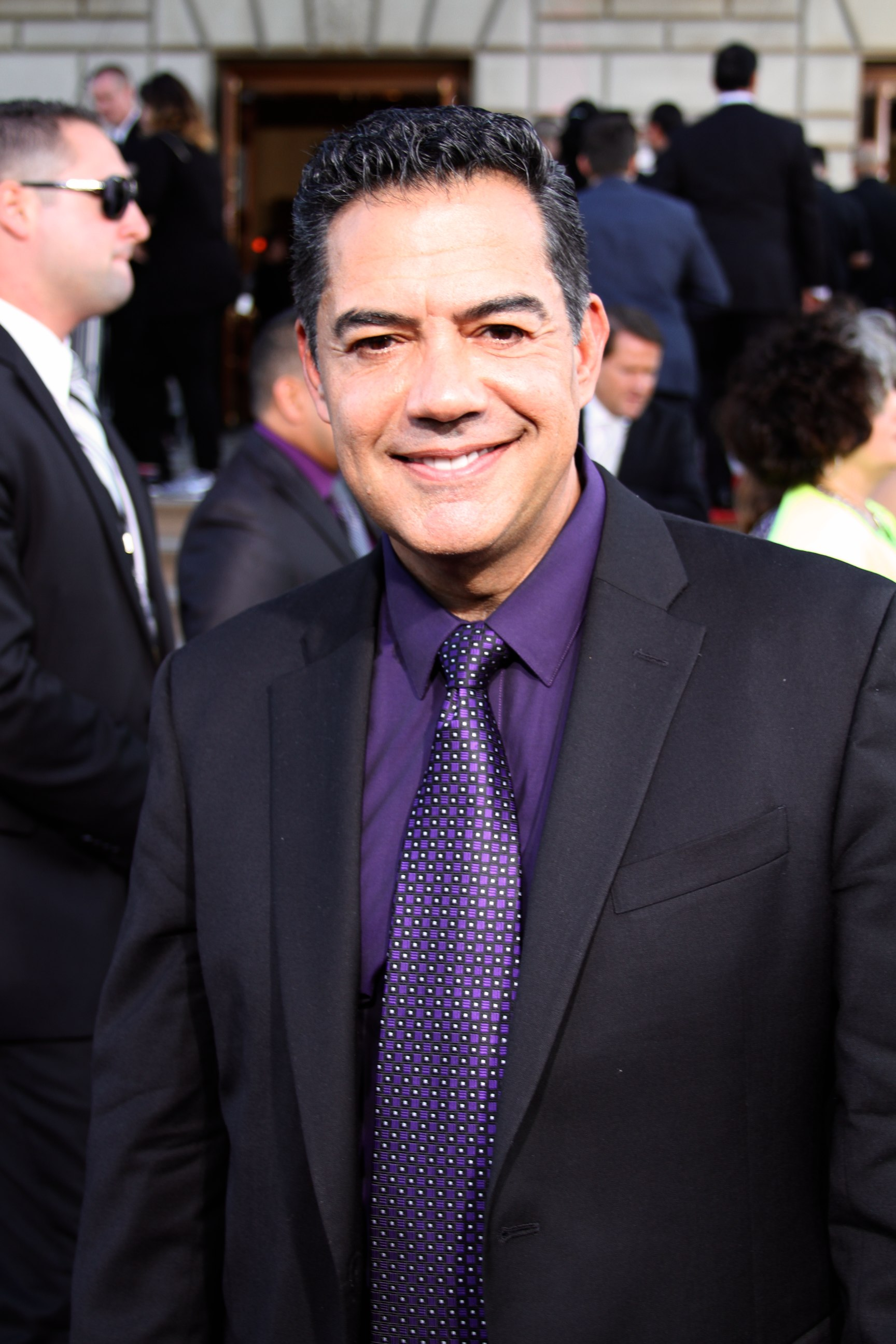
Carlos Gómez

Carlos Gómez II (* 1. Januar 1962 in New York City, New York) ist ein US-amerikanischer Schauspieler.

## Leben
Carlos Gómez wurde als Sohn hispanischer und lateinamerikanischer Eltern geboren.
Seine ersten Fernseherfahrungen sammelte Gómez Ende der 80er Jahre. Ab 1990 erschien er vorwiegend in Filmen, zum Beispiel in Bittersüße Vergeltung, The Innocent – Jagd auf ein unschuldiges Kind und Desperado. Bekanntheit erlangt er zwischen 1995 und 1996 durch die Rolle des homosexuellen Sanitäters Raul Melendez in der Krankenhausserie Emergency Room – Die Notaufnahme. In dieser Rolle war er sechs Folgen lang zu sehen. Nach weiteren kleineren Auftritten in Friends und Dr. Quinn – Ärztin aus Leidenschaft hatte Carlos Gómez 1999 einen Gastauftritt in drei Folgen der Serie Charmed – Zauberhafte Hexen. Von 1999 bis 2001 spielte er die Rolle des Alex Trujillo in Frauenpower. Seit 2000 erschien er in jeweils einer Folge der Serie Strong Medicine: Zwei Ärztinnen wie Feuer und Eis, Für alle Fälle Amy, Crossing Jordan – Pathologin mit Profil und Navy CIS, bevor er in drei Folgen der Fox-Serie 24 mit von der Partie war. Danach folgten Gastauftritte in The West Wing – Im Zentrum der Macht, CSI: Vegas, New York Cops – NYPD Blue, What’s Up, Dad?, Without a Trace – Spurlos verschwunden, Monk und Criminal Minds. In den Jahren 2005 und 2006 war er in insgesamt zehn der 18 Folgen der Serie Sleeper Cell zu sehen. Nach einem Auftritt in Boston Legal war er für zwölf Folgen in Shark zu Gast. Nach weiteren Auftritten in Weeds – Kleine Deals unter Nachbarn und Burn Notice bekam Carlos Gómez 2010 die Rolle des Gerichtsmediziners Carlos Sanchez in der auf A&E ausgestrahlten Serie The Glades, die er bis zur Einstellung der Serie vier Staffeln lang verkörperte. Des Weiteren spielte er in Medium – Nichts bleibt verborgen und zuletzt in The Client List mit.
Carlos Gómez lebt in New York, Los Angeles und Miami.

## Filmografie (Auswahl)
- 1989: Dance Academy II
- 1989: Fair Game
- 1990: Kampf gegen die Mafia (wiseguy, Fernsehserie, 2 Folgen)
- 1994: Bittersüße Vergeltung (Bitter Vengeance)
- 1994: The Innocent – Jagd auf ein unschuldiges Kind (The Innocent)
- 1995: Desperado
- 1995–1996: Emergency Room – Die Notaufnahme (ER, Fernsehserie, 6 Folgen)
- 1996: New York Undercover (Fernsehserie, 2 Folgen)
- 1996: Viper (Fernsehserie, Folge 3x04)
- 1997: Friends (Fernsehserie, Folge 3x12)
- 1997: Projekt: Peacemaker (The Peacemaker)
- 1997: Fools Rush In – Herz über Kopf (Fools Rush In)
- 1997: Asteroid – Tod aus dem All (Asteroid, Fernsehfilm)
- 1998: Dr. Quinn – Ärztin aus Leidenschaft (Dr. Quinn, Medicine Woman, Fernsehserie, Folge 6x17)
- 1998: Verhandlungssache (The Negotiator)
- 1998: The Replacement Killers – Die Ersatzkiller (The Replacement Killers)
- 1999: Der Sentinel – Im Auge des Jägers (The Sentinel, Fernsehserie, Folge 4x01)
- 1999: Charmed – Zauberhafte Hexen (Charmed, Fernsehserie, 3 Folgen)
- 1999–2001: Frauenpower (Family Law, Fernsehserie, 5 Folgen)
- 1999, 2005: New York Cops – NYPD Blue (NYPD Blue, Fernsehserie, 2 Folgen)
- 2000: Strong Medicine: Zwei Ärztinnen wie Feuer und Eis (Strong Medicine, Fernsehserie, Folge 1x15)
- 2001: Invisible Man – Der Unsichtbare (The Invisible Man, Fernsehserie, Folge 1x15)
- 2002: Für alle Fälle Amy (Judging Amy, Fernsehserie, Folge 3x13)
- 2002: Crossing Jordan – Pathologin mit Profil (Crossing Jordan, Fernsehserie, Folge 1x18)
- 2003: Polizeibericht Los Angeles (Dragnet, Fernsehserie, Folge 2x02)
- 2003: Navy CIS (NCIS, Fernsehserie, Folge 1x06)
- 2003: 24 (Fernsehserie, 3 Folgen)
- 2003: Haus aus Sand und Nebel (House of Sand and Fog)
- 2003: In Hell – Rage Unleashed (In Hell)
- 2004: The West Wing – Im Zentrum der Macht (The West Wing, Fernsehserie, Folge 5x14)
- 2004: CSI: Vegas (CSI: Crime Scene Investigation, Fernsehserie, Folge 5x03)
- 2005: What’s Up, Dad? (Fernsehserie, Folge 5x20)
- 2005: Joey (Fernsehserie, 2 Folgen)
- 2005: Without a Trace – Spurlos verschwunden (Without a Trace, Fernsehserie, Folge 4x06)
- 2005–2006: Sleeper Cell (Fernsehserie, 10 Folgen)
- 2006: Monk (Fernsehserie, Folge 4x16)
- 2006: Criminal Minds (Fernsehserie, Folge 1x19)
- 2006–2007: Shark (Fernsehserie, 12 Folgen)
- 2007: Boston Legal (Fernsehserie, Folge 3x14)
- 2009: The Perfect Game
- 2009: In Plain Sight – In der Schusslinie (In Plain Sight, Fernsehserie, Folge 2x11)
- 2009: Weeds – Kleine Deals unter Nachbarn (Weeds, Fernsehserie, 2 Folgen)
- 2009: Verrückt nach Steve (All About Steve)
- 2010: Burn Notice (Fernsehserie, Folge 3x13)
- 2010: Medium – Nichts bleibt verborgen (Medium, Fernsehserie, Folge 7x08)
- 2010–2013: The Glades (Fernsehserie, 49 Folgen)
- 2012: The Client List (Fernsehserie, Folge 1x05)
- 2014: Mein Freund, der Delfin 2 (Dolphin Tale 2)
- 2014: Das Weihnachts-Chaos (One Christmas Eve)
- 2016: Ride Along: Next Level Miami (Ride Along 2)
- 2016: Madam Secretary (Fernsehserie, 12 Folgen)
- 2017: Law & Order True Crime (Miniserie, 6 Folgen)
- 2019: The Report
- 2020: The Baker and the Beauty (Fernsehserie, 9 Folgen)
- 2021: Big Sky (Fernsehserie, 3 Folgen)
- 2021: Rumble – Winnie rockt die Monster-Liga (Rumble, Stimme)
- 2024: Noch nicht ganz tot (Not Dead Yet, Fernsehserie, 1 Folge)